# ほむらの果て
「ほむらの果て」（ほむらのはて）は、LAMP IN TERRENの5作目の配信限定シングル。2019年11月1日にA-Sketchから配信された。

## 解説
前作「ホワイトライクミー」から約4ヶ月ぶりとなる配信限定シングル。
表題曲「ほむらの果て」は、2019年7月28日に開催された2度目の日比谷野音ワンマンライヴにて初披露された楽曲。バンド史上最長のツアー『Blood』の初日に合わせてリリースされた。
ジャケットは、松本 大（Vo.Gt.Pf）が書き下ろしたものである。

## 収録曲
作詞・作曲∶松本大
1. ほむらの果て [4:33]